# Cantón de Crest-Sur
El cantón de Crest-Sur era una división administrativa francesa, que estaba situada en el departamento de Drôme y la región de Ródano-Alpes.

## Composición
El cantón estaba formado por once comunas, más una fracción de la comuna que le daba su nombre:
- Autichamp
- Chabrillan
- Crest (fracción)
- Divajeu
- Francillon-sur-Roubion
- Grane
- La Répara-Auriples
- La Roche-sur-Grane
- Piégros-la-Clastre
- Puy-Saint-Martin
- Saou
- Soyans

## Supresión del cantón de Crest-Sur
En aplicación del Decreto nº 2014-191 de 20 de febrero de 2014, el cantón de Crest-Sur fue suprimido el 22 de marzo de 2015 y sus 12 comunas pasaron a formar parte; ocho del nuevo cantón de Crest y cuatro en el nuevo cantón de Dieulefit.